# ランダル・クレイザー
ランダル・クレイザー（Randal Kleiser、1946年7月20日 - ）は、アメリカ合衆国の映画監督。

## 作品
- アマンダ・バインズ in Sweet Paradise
- 疑惑の幻影
- クレイジー・イン・アラバマ
- ラスト・パーティ
- ジャイアント・ベビー
- ホワイトファング
- ブルーラグーン
- ピーウィー・ハーマンの空飛ぶサーカス
- ノース・ショア
- ナビゲイター
- グランドビューU.S.A.
- 青い恋人たち
- 青い珊瑚礁
- グリース
- クリスマス・ツリー
- 大都会の青春
- ジョン・トラボルタの プラスチックの中の青春
- ロジャー・ムーアinシシリアン・クロス/闇の仕掛人を消せ
- 刑事スタスキー&ハッチ

## 関連文献
- DGA.org